# Oh Lord (Foxy Shazam)
Oh Lord è un singolo del gruppo musicale statunitense Foxy Shazam, pubblicato il 16 marzo 2010 come terzo estratto dall'album Foxy Shazam.

## Video musicale
Il video musicale, distribuito il 16 marzo 2010, è stato diretto da Jeremy E. Jackson.

## Tracce
1. Oh Lord – 4:10

## Utilizzo in altri media
Il 27 luglio 2025, James Gunn ha confermato che il singolo sarebbe stato la sigla ufficiale della seconda stagione della serie televisiva Peacemaker.